# Абрахам Вормсский
Абрахам Вормсский или Авраам бен-Симон из Вормса, собственно Абрахам бен рабби Шимон бар Иегуда бен рабби Шимон (нем. Abraham von Worms, род. ок. 1362 г. — ум. 1458 г. Вормс) — родившийся в Германии еврейский маг и каббалист, автор сочинения в четырёх книгах «Сегуллат Мелахим» («Segullath Melachim») по практической каббале, магии и естествоведению. Эти сведения собраны автором во время его странствований по разным странам. Записал он их для своего сына Ламеха, которого предостерегает против ложной каббалы, или «черного искусства» (чёрной магии). Книга разделена на четыре части, из которых уцелели только первая и оглавление остальных трёх, в манускрипте Бодлианской библиотеки.
Название первого печатного издания (на немецком языке) этого сочинения, вышедшего в 1608 году в Вольфенбюттеле, звучало: «Иудея Абрахама из Вормса книга истинной практики в древнейшей божественной магии и об удивительных вещах, сообщаемых священной Каббалой и Элохимом, включая власть духов и чудес, о которых узнал Моисей в пустыне из горящего кустарника, включая все тайны Каббалы». В первом же предложении I книги автор представляется как Абрахам бен рабби Шимон бар Иегуда бен рабби Шимон.

## Биография
Абрахам происходил из ашкеназов, проживавших в регионе рек Рейн-Майн-Мозель, из населявших эту западно-германскую область евреев. Жизненные обстоятельства учёного частично изложены в главах 1-12 первой книги его сочинения, в которых описываются его путешествия между 1383 и 1404 годами, предпринятые Абрахамом в поисках божественной мудрости. В это время каббалист посетил Чехию, Венгрию, Австрию, Грецию с Константинополем, Палестину, полуостров Синай. В некоем местечке Араки в Верхнем Египте севернее Луксора, близ Наг-Хаммади, Абрахам встретился с мудрецом Абрамелином, у которого год изучал каббалу. Затем через Константинополь, где Абрахам заболел и провёл полтора года, Италию и Францию он возвратился на родину.
После возвращения в Вормс Абрахам достиг достаточно высокого положения и стал советником нескольких антипап и императора Священной Римской империи Сигизмунда. Так, Абрахам упоминается в регистрах императора Сигизмунда за 1418 и 1426 годы. В 1426 году, «за верную службу» Абрахам, его семья и всё имущество получают пожизненно имперскую защиту.

## Сочинение
Магическое сочинение Абрахама Вормсского состоит из четырёх книг.
- В первой описываются его путешествия и цели этих путешествий.
- Вторая книга представляет собой собрание магических рецептов, используемых учёными вплоть до XVIII века. В ней представлен первый полный рецепт изготовления колдовской мази.
- Третья книга впервые документально подробно описывает ритуал подчинения силой Господней демонов и духов, при поддержке ангелов-хранителей.
- Четвёртая книга даёт представление о магическом квадрате.

О самой магии учёный говорит как о «Божественной мудрости и Каббале».

### Влияние
Сочинение Абрахама Вормского оказало большое влияние на учения таких оккультно-мистических организаций XX века, как Орден восточных тамплиеров, Герметический Орден Золотая Заря и Телема. С книгой каббалиста работал Алистер Кроули, пытаясь контактировать со своим ангелом-хранителем и управлять им.